# Czego się czepiasz?
Czego się czepiasz? (ros. Какого рожна хочется?) – radziecki krótkometrażowy film animowany z 1975 roku w reżyserii Dawida Czerkasskiego.

## Nagrody
- 1976: XIII Międzynarodowy Festiwal Filmów Krótkometrażowych w Krakowie – Nagroda CIDALC – Specjalne wyróżnienie[1]
- 1975: Wszechzwiązkowy Festiwal Filmowy – Pierwsza nagroda dla najlepszego filmu animowanego[2]